# چن ایبینگ
چن ایبینگ (به چینی: 陈一冰 - Chen Yibing) ورزشکار مرد رشتهٔ ژیمناستیک اهل کشور چین است. وی در بین سال‌های ‎۲۰۰۸ تا ۲۰۱۲ میلادی در مسابقات بازی‌های المپیک تابستانی در مجموع ۴ مدال، شامل ۳ مدال طلا و ۱ نقره را کسب کرد.